# Kosmos 670
Kosmos 670 (em russo:  Космос 670 significando Cosmos 670) foi um teste não tripulado da nave Soyuz 7K-S.

## Parâmetros da missão
- Nave Espacial: 7K-S
- Massa: 6700   kg
- Tripulação: Nenhum
- Lançado em 6 de agosto de 1974
- Reentrada: 8 de agosto de 1974, às 23:59 UTC.
- Perigeu: 221   km
- Apogeu: 294   km
- Inclinação: 50,6 graus
- Duração: 2,99 dias